# Abadía de Ottobeuren

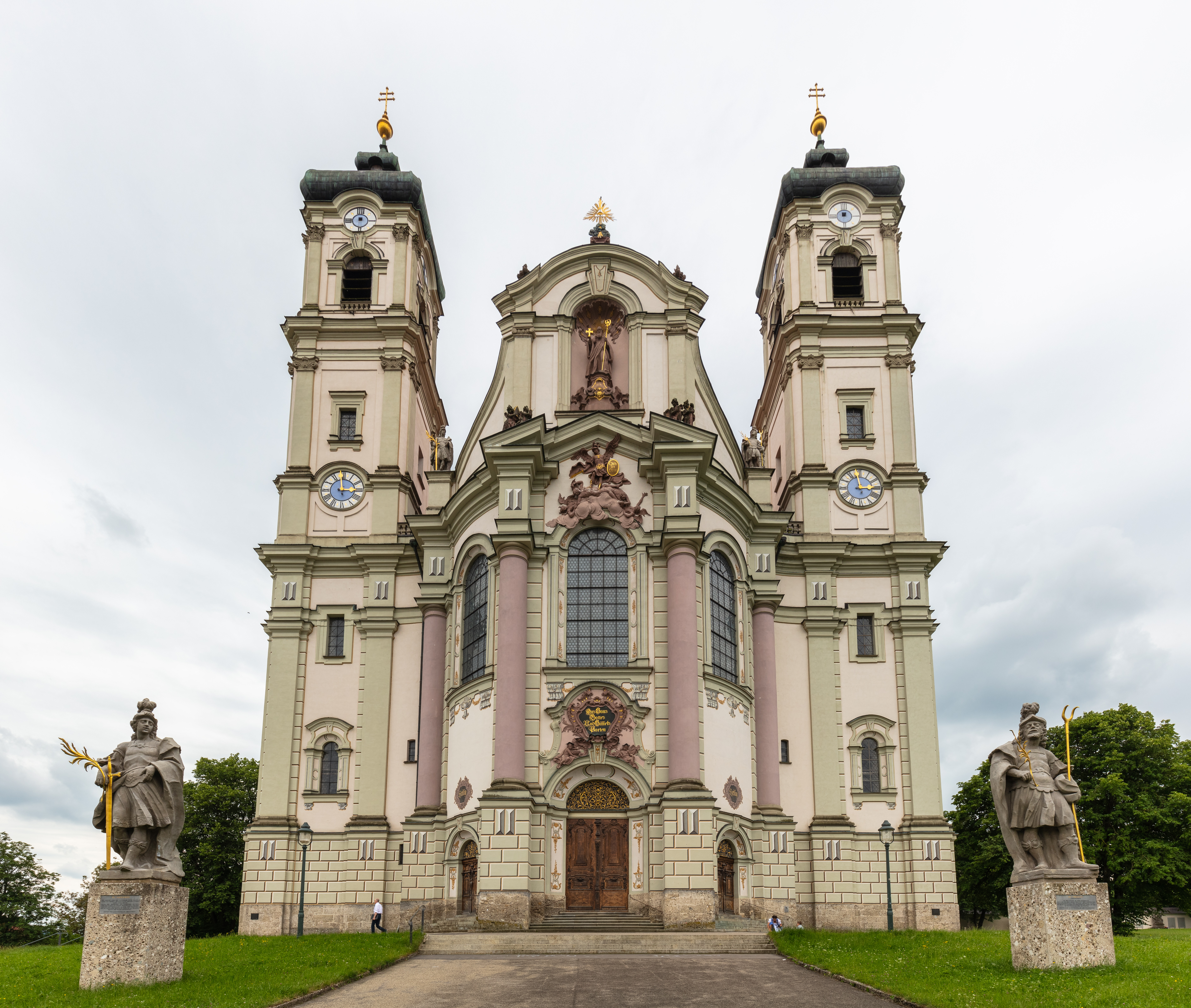
Fachada de la abadía.

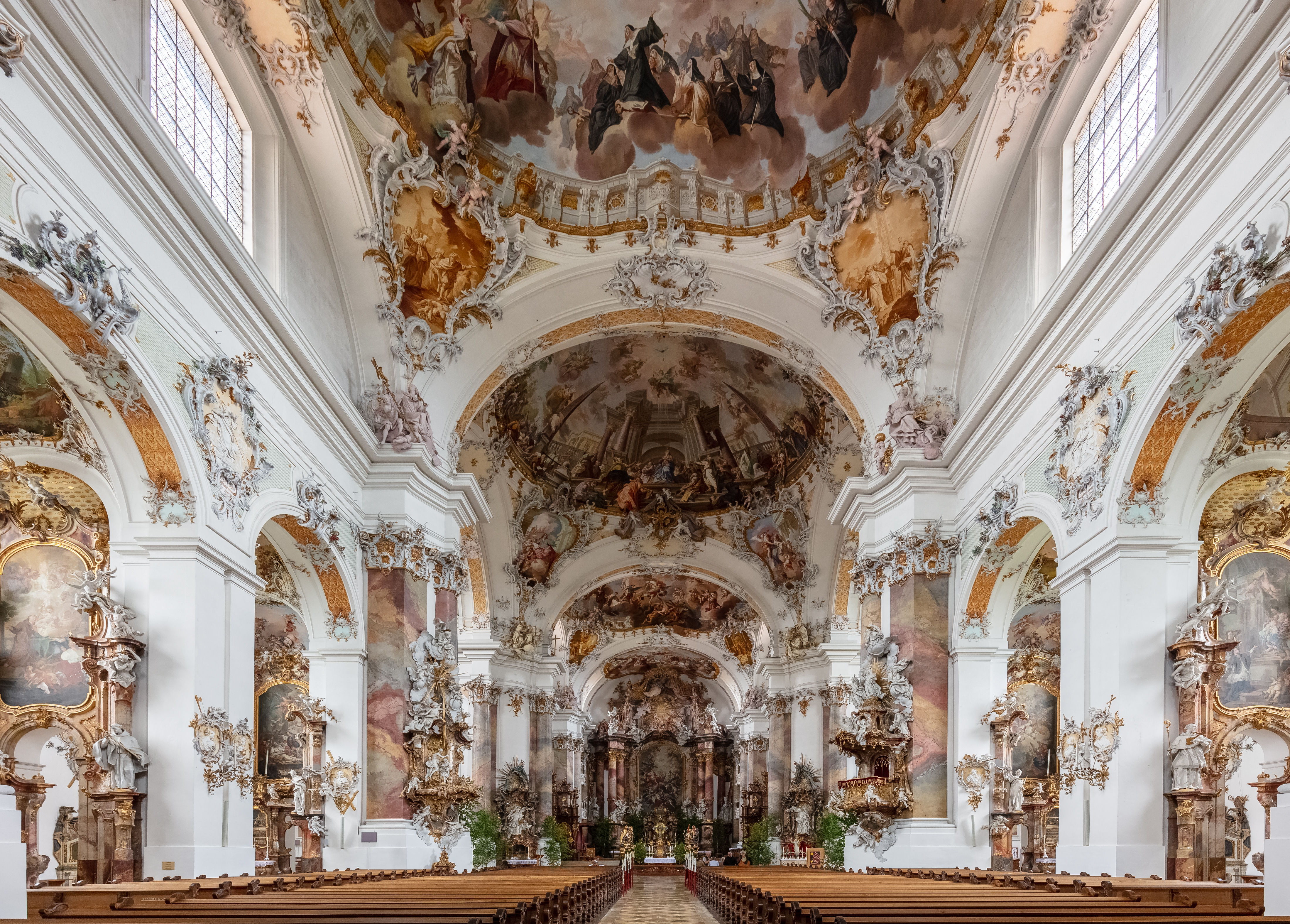
Vista de la nave central.

La abadía de Ottobeuren es una abadía benedictina en Ottobeuren, cercana a Memmingen en Baviera, Alemania.
Fundada en 764 por el beato Toto y dedicada a San Alejandro I mártir. En 153 y 1217 fue consumida por el fuego decayendo hacia 1400.
Con el abad Leonard Wiedemann floreció pese a la Guerra de los Treinta Años.
Se convirtió en abadía imperial en 1299 y hacia 1710-1750 conoció su máximo esplendor cuando el abad Ruperto levantó el actual monasterio de grandiosas proporciones, que hicieron llamarlo "El Escorial de Suabia". En 1803 se incorporó a Baviera. En 1834 el rey Luis I de Baviera restauró su investidura benedictina dependiente de Augsburgo.
Es famosa por su basílica y biblioteca, consideradas joyas del barroco y rococó. Posee un magnífico órgano, uno de los mayores de Europa, construido por Johann Michael Fischer (1705-1766). 
La iglesia abacial, dedicada a san Teodoro y Alejandro, tiene la consideración de basílica menor desde el 25 de noviembre de 1925. El museo de la abadía permite conocer la historia del conjunto y alberga numerosas obras de arte religioso.

## Galería de imágenes

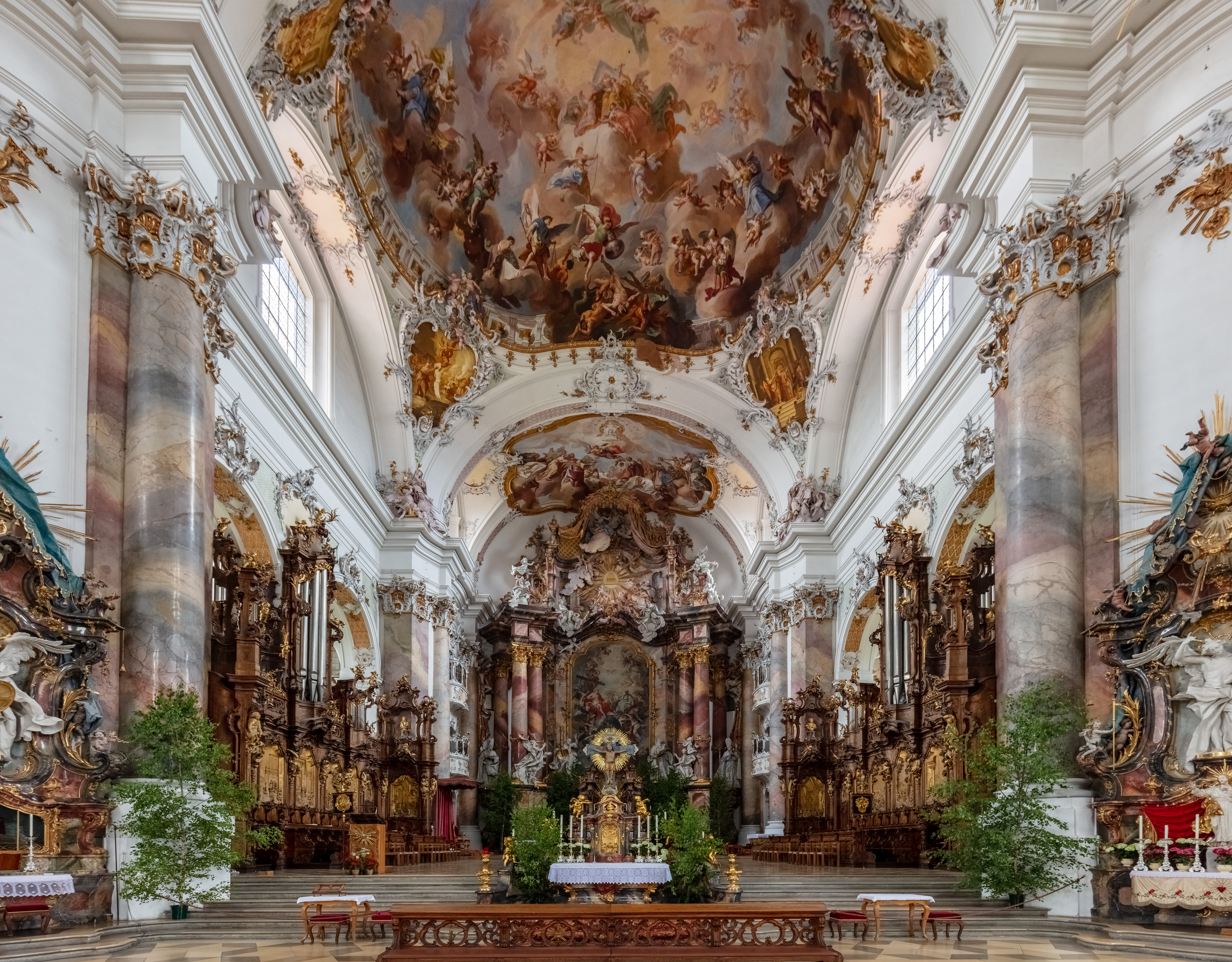
Altar mayor.
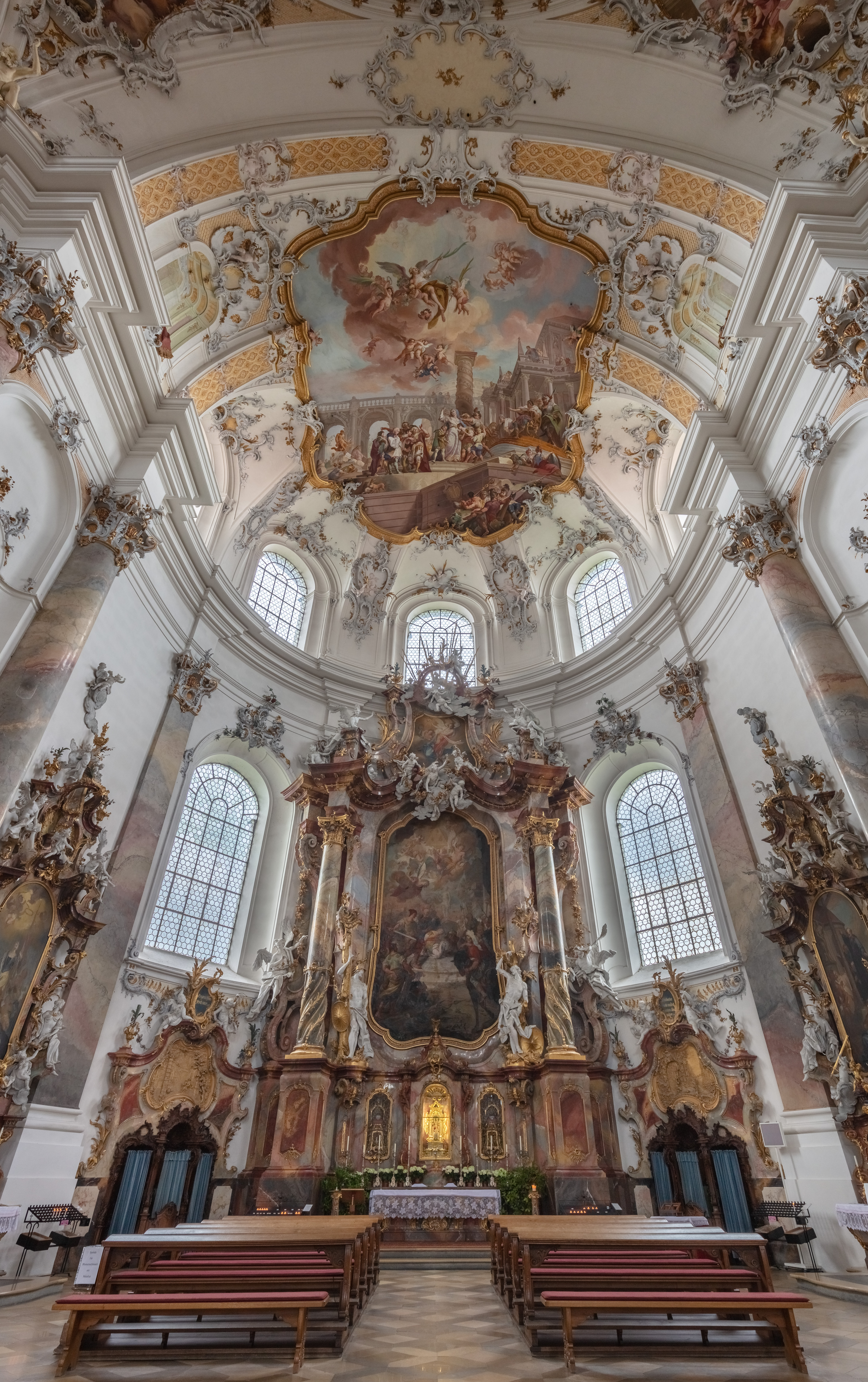
Altar lateral.
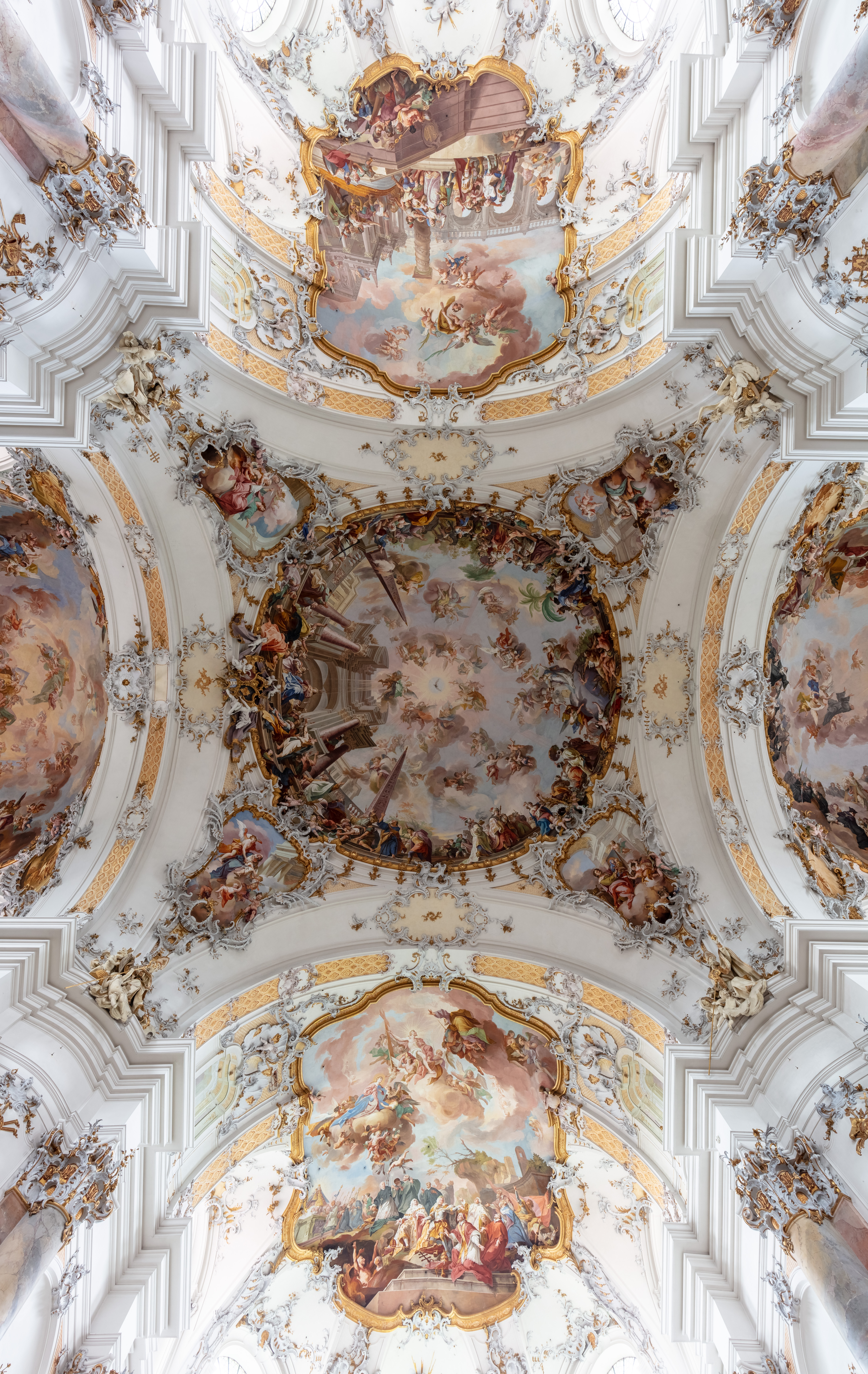
Crucero
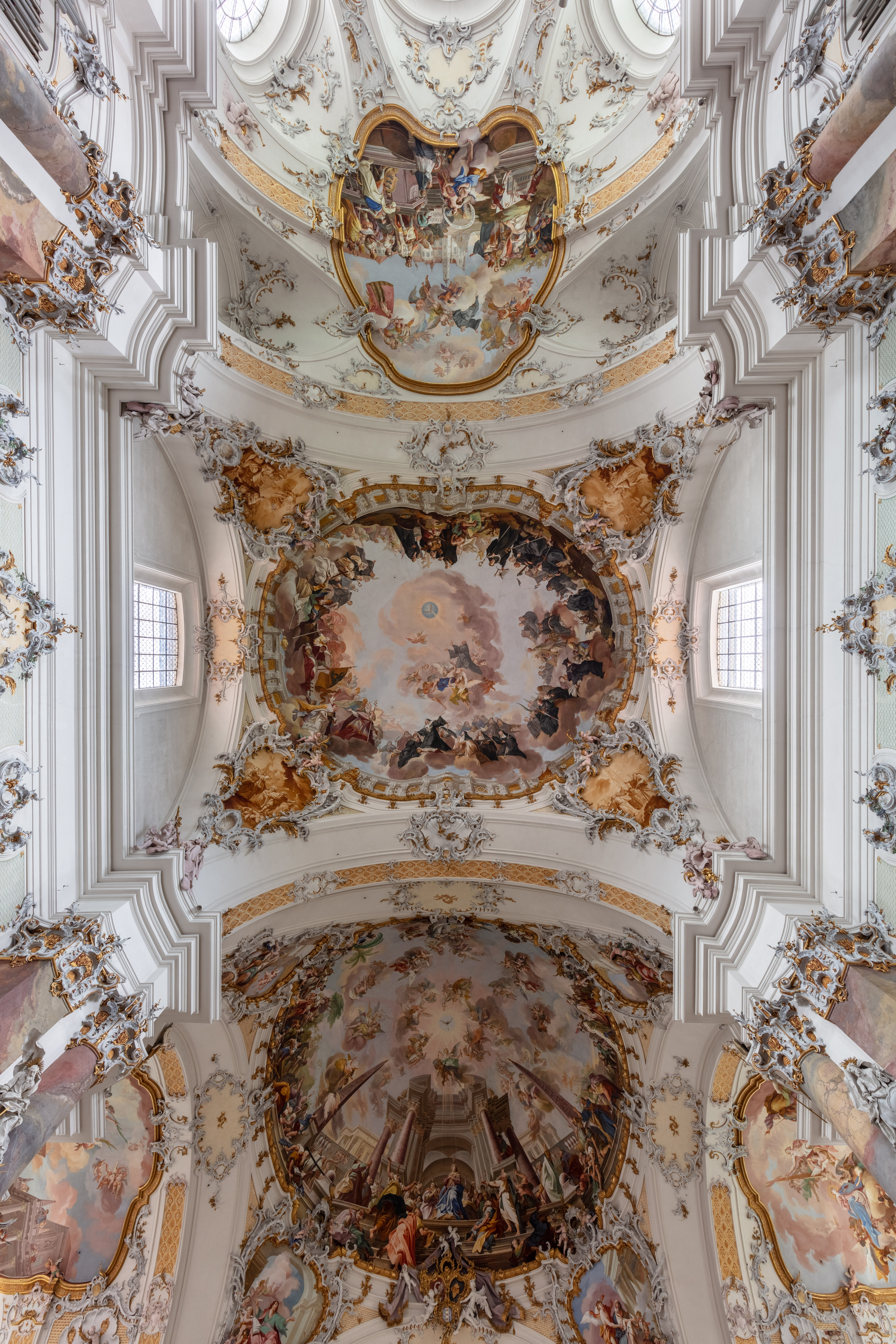
Fresco del techo.
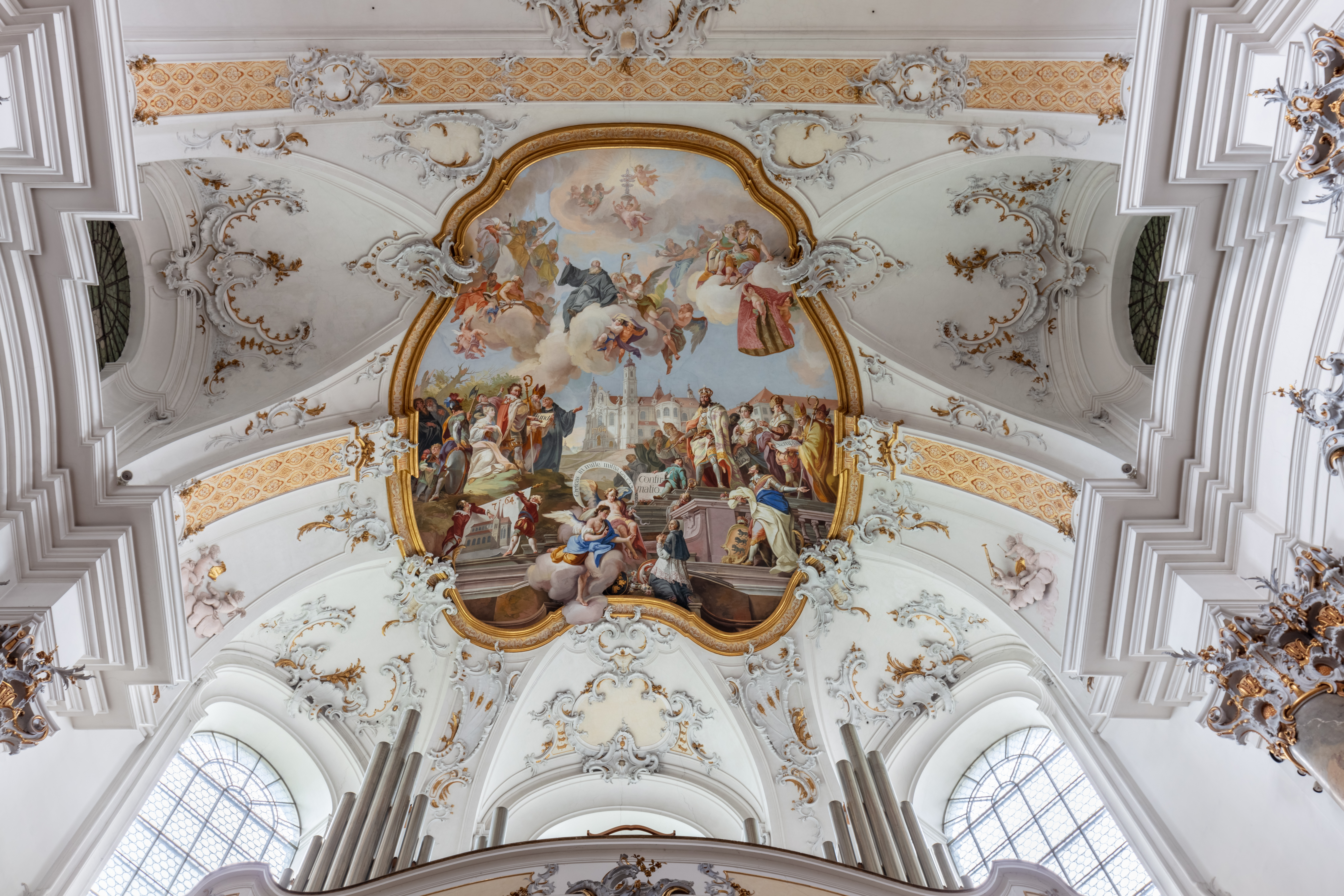
Otro fresco.
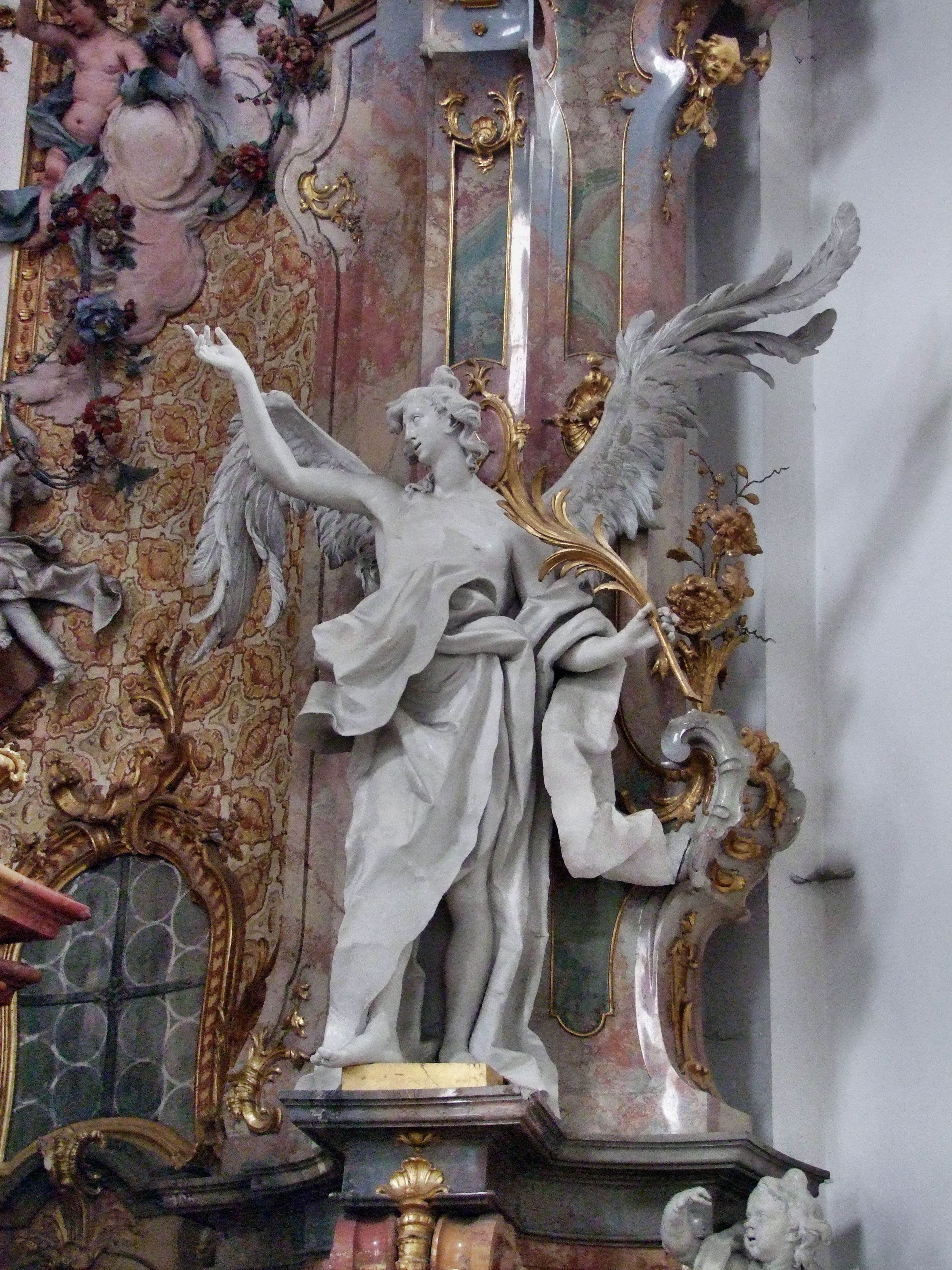
Detalle.